# Ed McRae
Edward Renner "Ed" McRae (nascido em 13 de abril de 1953) é um ex-ciclista canadense. Ele representou o Canadá nos Jogos Olímpicos de Verão de 1972, em Munique.